# أحمد تاج الدين حليم شاه الثاني
بادوكا سري السلطان أحمد تاج الدين حليم شاه الثاني بن السلطان عبد الله مكرم شاه (توفي في 3 يناير 1845) كان السلطان الثاني والعشرين لسلطنة قدح. حكم مرتين، الأولى من 1803 إلى 1821 والثانية من 1842 إلى 1845.
أجبرت مملكة سيام عمه السلطان ضياء الدين مكرم شاه الثاني سلطان قدح على التنازل عن العرش لصالح ابن أخيه أحمد تاج الدين حليم شاه الثاني في سبتمبر 1803.
عند سماعه عن مخطط لغزو سيام من قبل بورما في عام 1820، رفض إرسال تحية بونغا ماس السنوية إلى بانكوك وفتح مفاوضات للتحالف مع بورما. ثم غزا حاكم ليغور التابع للمملكة سيام سلطنة قدح في 12 نوفمبر 1821، وغزا قلعة قدح في الثامن عشر من الشهر نفسه. حققت قوات سيامي للملك راما الثاني انتصارًا سريعًا ضد السلطان أحمد تاج الدين حليم شاه الثاني. بدأت الحملة فترة عقدين من الزمن قاومت فيها قدح السيطرة السيامية. لجأ السلطان إلى جزيرة بينانق، ثم تحت السيطرة البريطانية. 
عين حاكم ليغور ابنه حاكماً بالإنابة. ومنحت السلطات البريطانية السلطان حق اللجوء ومعاشًا تقاعديًا، مما سمح له بالعيش في المنفى، أولاً في بينانق، ثم في ملقا. بحلول عام 1822، كان هناك ارتفاع في عدد سكان الأراضي البريطانية بسبب تدفق الملايين النازحين بسبب الغزو.  سمحت معاهدة بورني لعام 1826 للرؤية السيامية بحقوقهم في الانتصار. 
بعد عدة محاولات فاشلة لاستعادة عرشه بالقوة، أرسل أبنائه إلى بانكوك للتفاوض بشأن عودته عام 1842. قسَّم السياميون قدح إلى أربع ولايات صغيرة في عام 1841، وقدَّموا له الجزء الجنوبي، الأكبر والأكثر ازدهارًا. فوافق السلطان على هذا العرض وسُمح له بالعودة كحاكم أسمي على المملكة التي قٌلصّت كثيرًا في يونيو 1842. قام السلطان بتوسيع أراضيه بالاستيلاء على كريان من بيرق في 20 ديسمبر 1842. وأسس عاصمته في كوتا كوالا مودا حيث كانت ألور ستار مليئة بالغابات والنباتات.
تميز عهد السلطان بالحكم السيامي حيث قام جيشها بغزو واحتلال قدح بين عامي 1821 و1842. دعمت عائلات الكداهان العربية المحلية جهود السلطان في قيادة جهود المقاومة ضد الحكم السيامي. استخدم القادة العرب نهجًا ذا شقين من المقاومة الدينية والدبلوماسية لتحرير قدح من الحكم السيامي، ومن بينها لعبت عائلة جمل الليل دورًا رائدًا في هذه الجهود وأجرت في كثير من الأحيان مفاوضات لإقناع السيامي باستعادة استقلال الدولة.
وافق السياميون فيما بعد على إعادة سلطان قدح إلى عرشه عام 1842. في العام التالي، تم تنصيب سيد حسين جمل الليل كأول راجا لبرليس، بعد أن أعطى السلطان أحمد تاج الدين موافقته على تشكيل ولاية برليس.